# 久留米市
久留米市（日语：／ Kurume shi */?）是日本福岡縣南部（筑後地方）的主要城市。為1889年4月1日日本實施市制時，全日本第一批成立的城市之一。
2005年2月5日，三井郡北野町、三瀦郡三瀦町、城島町、浮羽郡田主丸町併入久留米市後，使全市人口突破了30万，並在2008年升格成為中核市。
現在久留米市的人口為福岡縣內第三多，僅次于已成為政令指定都市的福岡市和北九州市，在全九州地方則排第八位。以久留米市為中心的久留米都市圈除了包括位於福岡縣南部的城鎮以外，也包括了位於佐賀縣東部的城鎮，整個都會區的人口達到46萬人。
普利司通於1931年在此發跡，現今有許多橡膠產品工廠設於此；近年來有汽車產業在此設廠。

## 歷史
在令制國時代，曾經是筑後國的國府所在地。在江戶時代設置久留米藩，並在廢藩置縣後成為久留米縣，後又合併為三瀦縣，一直都是藩廳或是縣廳的所在地；直到1888年再次合併為福岡縣後，才失去縣廳所在地的地位。
1897年起，日本陸軍第12师团與第18师团先後在此駐紮，城市也因此快速成長，但也因此在第二次世界大戰末期遭到了空襲。

### 年表
- 1889年4月1日：實施市制和町村制，久留米市成為日本第一批設置的市之一[2]。此外，現在的久留米市轄區在當時還包括了：
  - 御井郡：弓削村、金島村、大城村、北野村、宮之陣村、御井町、櫛原村、高良內村、合川村、國分村、野中村、東久留米村、西久留米村、山川村、上津荒木村。
  - 山本郡：草野村、山本村、大橋村、善導寺村。
  - 三瀦郡：鳥飼村、荒木村、安武村、大善寺村、城島村、青木村、江上村、犬塚村、三瀦村。
  - 竹野郡：田主丸町、水分村、川會村、柴刈村、水繩村、竹野村、船越村。
- 1891年：國分村、野中村、東久留米村、西久留米村合併為新設置的國分村。
- 1894年7月21日：草野村改制為草野町。
- 1896年2月26日：實施郡區町村編制法，御井郡和山本郡合併為三井郡，竹野郡與生葉郡合併為浮羽郡。
- 1900年5月31日：城島村改制為城島町。
- 1901年4月9日：北野村改制為北野町。
- 1917年10月1日：鳥飼村被併入久留米市。[3]
- 1922年8月1日：國分村改制為國分町。
- 1923年8月1日：櫛原村被併入久留米市。
- 1924年11月1日：國分町被併入久留米市。
- 1939年2月11日：大善寺村改制為大善寺町。
- 1940年2月11日：善導寺村改制為善導寺町。
- 1943年10月1日：御井町被併入久留米市。
- 1949年9月1日：荒木村改制為荒木町。
- 1951年4月1日：合川村、上津荒木村、山川村被併入久留米市。
- 1951年4月1日：川會村和柴刈村合併為筑陽村。
- 1951年6月1日：高良內村被併入久留米市。
- 1954年12月1日：田主丸町、水分村、筑陽村、水繩村、竹野村和船越村的部分區合併為田主丸町。
- 1955年1月1日：荒木町和安武村合併為筑邦町
- 1955年2月1日：城島町、青木村和江上村合併為新設置的城島町。
- 1955年3月1日：北野町、弓削村、大城村、金島村合併為新設置的北野町。
- 1955年7月20日：犬塚村和三瀦村合併為三瀦町。
- 1956年9月30日：大善寺町被併入筑邦町。
- 1958年9月1日：宮之陣村和山本村被併入久留米市。
- 1959年4月1日：大橋村被併入善導寺町。
- 1960年7月1日：草野町被併入久留米市。
- 1967年2月1日：筑邦町被併入久留米市。
- 1967年4月1日：善導寺町被併入久留米市。
- 2001年4月1日：久留米市成為特例市。
- 2005年2月5日：北野町、三瀦町、城島町、田主丸町被併入久留米市。
- 2008年4月1日：久留米市成為中核市。

### 變遷表
| 1889年以前                   | 1889年4月1日     | 1896年2月26日    | 1896年 - 1926年            | 1896年 - 1926年            | 1926年 - 1944年            | 1945年 - 1954年           | 1955年 - 1964年           | 1965年 - 1988年           | 1989年 - 現在            | 現在                      |
| ---------------------------- | ---------------- | ---------------- | -------------------------- | -------------------------- | -------------------------- | ------------------------- | ------------------------- | ------------------------- | ------------------------ | ------------------------- |
|                              | 三瀦郡西牟田村   | 三瀦郡西牟田村   | 三瀦郡西牟田村             | 三瀦郡西牟田村             | 三瀦郡西牟田村             | 1953年4月1日 西牟田町     | 1955年3月10日 併入筑後市  | 筑後市                    | 筑後市                   | 筑後市                    |
| 1957年11月1日 部分併入三瀦町 | 三瀦郡西牟田村   | 三瀦郡西牟田村   | 三瀦郡西牟田村             | 三瀦郡西牟田村             | 三瀦郡西牟田村             | 1953年4月1日 西牟田町     | 1955年3月10日 併入筑後市  | 2005年2月5日 併入久留米市 | 久留米市                 |                           |
|                              | 三瀦郡三瀦村     | 三瀦郡三瀦村     | 三瀦郡三瀦村               | 三瀦郡三瀦村               | 三瀦郡三瀦村               | 三瀦郡三瀦村              | 1955年7月20日 三瀦町      | 1955年7月20日 三瀦町      | 久留米市                 |                           |
|                              | 三瀦郡犬塚村     |                  |                            |                            |                            |                           | 1955年7月20日 三瀦町      | 1955年7月20日 三瀦町      | 久留米市                 |                           |
|                              | 三瀦郡城島村     | 三瀦郡城島村     | 1900年5月31日 城島町       | 1900年5月31日 城島町       | 1900年5月31日 城島町       | 1900年5月31日 城島町      | 1955年2月1日 城島町       | 1955年2月1日 城島町       | 久留米市                 |                           |
|                              | 三瀦郡江上村     |                  |                            |                            |                            |                           | 1955年2月1日 城島町       | 1955年2月1日 城島町       | 久留米市                 |                           |
|                              | 三瀦郡青木村     |                  |                            |                            |                            |                           | 1955年2月1日 城島町       | 1955年2月1日 城島町       | 久留米市                 |                           |
|                              | 三瀦郡荒木村     | 三瀦郡荒木村     | 三瀦郡荒木村               | 三瀦郡荒木村               | 三瀦郡荒木村               | 1949年9月1日 荒木町       | 1955年1月1日 筑邦町       | 1967年2月1日 併入久留米市 | 久留米市                 | 久留米市                  |
|                              | 三瀦郡安武村     |                  |                            |                            |                            |                           | 1955年1月1日 筑邦町       | 1967年2月1日 併入久留米市 | 久留米市                 | 久留米市                  |
|                              | 三瀦郡大善寺村   | 三瀦郡大善寺村   | 三瀦郡大善寺村             | 三瀦郡大善寺村             | 1939年2月11日 大善寺町     | 1939年2月11日 大善寺町    | 1956年9月30日 併入筑邦町  | 1967年2月1日 併入久留米市 | 久留米市                 | 久留米市                  |
|                              | 三瀦郡鳥飼村     | 三瀦郡鳥飼村     | 1917年10月1日 併入久留米市 | 久留米市                   | 久留米市                   | 久留米市                  | 久留米市                  | 久留米市                  | 久留米市                 | 久留米市                  |
|                              | 久留米市         |                  |                            | 久留米市                   | 久留米市                   | 久留米市                  | 久留米市                  | 久留米市                  | 久留米市                 | 久留米市                  |
|                              | 御井郡櫛原村     | 三井郡櫛原村     | 三井郡櫛原村               | 1923年8月1日 併入久留米市  | 久留米市                   | 久留米市                  | 久留米市                  | 久留米市                  | 久留米市                 | 久留米市                  |
|                              | 御井郡國分村     | 三井郡國分村     | 1922年8月1日 國分町        | 1924年11月1日 併入久留米市 | 久留米市                   | 久留米市                  | 久留米市                  | 久留米市                  | 久留米市                 | 久留米市                  |
|                              | 御井郡御井町     | 三井郡御井町     | 三井郡御井町               | 三井郡御井町               | 1943年10月1日 併入久留米市 | 久留米市                  | 久留米市                  | 久留米市                  | 久留米市                 | 久留米市                  |
|                              | 御井郡上津荒木村 | 三井郡上津荒木村 | 三井郡上津荒木村           | 三井郡上津荒木村           | 三井郡上津荒木村           | 1951年4月1日 併入久留米市 | 久留米市                  | 久留米市                  | 久留米市                 | 久留米市                  |
|                              | 御井郡合川村     | 三井郡合川村     | 三井郡合川村               | 三井郡合川村               | 三井郡合川村               | 1951年4月1日 併入久留米市 | 久留米市                  | 久留米市                  | 久留米市                 | 久留米市                  |
|                              | 御井郡山川村     | 三井郡山川村     | 三井郡山川村               | 三井郡山川村               | 三井郡山川村               | 1951年4月1日 併入久留米市 | 久留米市                  | 久留米市                  | 久留米市                 | 久留米市                  |
|                              | 御井郡高良內村   | 三井郡高良內村   | 三井郡高良內村             | 三井郡高良內村             | 三井郡高良內村             | 1951年6月1日 併入久留米市 | 久留米市                  | 久留米市                  | 久留米市                 | 久留米市                  |
|                              | 御井郡宮之陣村   | 三井郡宮之陣村   | 三井郡宮之陣村             | 三井郡宮之陣村             | 三井郡宮之陣村             | 三井郡宮之陣村            | 1958年9月1日 併入久留米市 | 久留米市                  | 久留米市                 | 久留米市                  |
|                              | 山本郡山本村     | 三井郡山本村     | 三井郡山本村               | 三井郡山本村               | 三井郡山本村               | 三井郡山本村              | 1958年9月1日 併入久留米市 | 久留米市                  | 久留米市                 | 久留米市                  |
|                              | 山本郡草野村     | 三井郡草野町     | 三井郡草野町               | 三井郡草野町               | 三井郡草野町               | 三井郡草野町              | 1960年7月1日 併入久留米市 | 久留米市                  | 久留米市                 | 久留米市                  |
|                              | 山本郡善導寺村   | 三井郡善導寺村   | 三井郡善導寺村             | 三井郡善導寺村             | 1940年2月11日 善導寺町     | 1940年2月11日 善導寺町    | 1959年4月1日 善導寺町     | 1967年4月1日 併入久留米市 | 久留米市                 | 久留米市                  |
|                              | 山本郡大橋村     | 三井郡大橋村     | 三井郡大橋村               | 三井郡大橋村               | 三井郡大橋村               | 三井郡大橋村              | 1959年4月1日 善導寺町     | 1967年4月1日 併入久留米市 | 久留米市                 | 久留米市                  |
|                              | 御井郡北野村     | 三井郡北野村     | 1901年4月9日 北野町        | 1901年4月9日 北野町        | 1901年4月9日 北野町        | 1901年4月9日 北野町       | 1955年3月1日 北野町       | 1955年3月1日 北野町       | 久留米市                 | 2005年2月5日 併入久留米市 |
|                              | 御井郡大城村     | 三井郡大城村     | 三井郡大城村               | 三井郡大城村               | 三井郡大城村               | 三井郡大城村              | 1955年3月1日 北野町       | 1955年3月1日 北野町       | 久留米市                 | 2005年2月5日 併入久留米市 |
|                              | 御井郡弓削村     | 三井郡弓削村     | 三井郡弓削村               | 三井郡弓削村               | 三井郡弓削村               | 三井郡弓削村              | 1955年3月1日 北野町       | 1955年3月1日 北野町       | 久留米市                 | 2005年2月5日 併入久留米市 |
|                              | 御井郡金島村     | 三井郡金島村     | 三井郡金島村               | 三井郡金島村               | 三井郡金島村               | 三井郡金島村              | 1955年3月1日 北野町       | 1955年3月1日 北野町       | 久留米市                 | 2005年2月5日 併入久留米市 |
|                              | 竹野郡田主丸町   | 浮羽郡田主丸町   | 浮羽郡田主丸町             | 浮羽郡田主丸町             | 浮羽郡田主丸町             | 浮羽郡田主丸町            | 1954年12月1日 田主丸町    | 1954年12月1日 田主丸町    | 久留米市                 | 2005年2月5日 併入久留米市 |
|                              | 竹野郡水分村     | 浮羽郡水分村     | 浮羽郡水分村               | 浮羽郡水分村               | 浮羽郡水分村               | 浮羽郡水分村              | 1954年12月1日 田主丸町    | 1954年12月1日 田主丸町    | 久留米市                 | 2005年2月5日 併入久留米市 |
|                              | 竹野郡川會村     | 浮羽郡川會村     | 浮羽郡川會村               | 浮羽郡川會村               | 浮羽郡川會村               | 1951年4月1日 筑陽村       | 1954年12月1日 田主丸町    | 1954年12月1日 田主丸町    | 久留米市                 | 2005年2月5日 併入久留米市 |
|                              | 竹野郡柴刈村     | 浮羽郡柴刈村     | 浮羽郡柴刈村               | 浮羽郡柴刈村               | 浮羽郡柴刈村               | 1951年4月1日 筑陽村       | 1954年12月1日 田主丸町    | 1954年12月1日 田主丸町    | 久留米市                 | 2005年2月5日 併入久留米市 |
|                              | 竹野郡水繩村     | 浮羽郡水繩村     | 浮羽郡水繩村               | 浮羽郡水繩村               | 浮羽郡水繩村               | 浮羽郡水繩村              | 1954年12月1日 田主丸町    | 1954年12月1日 田主丸町    | 久留米市                 | 2005年2月5日 併入久留米市 |
|                              | 竹野郡竹野村     | 浮羽郡竹野村     | 浮羽郡竹野村               | 浮羽郡竹野村               | 浮羽郡竹野村               | 浮羽郡竹野村              | 1954年12月1日 田主丸町    | 1954年12月1日 田主丸町    | 久留米市                 | 2005年2月5日 併入久留米市 |
|                              | 竹野郡船越村     | 浮羽郡船越村     | 浮羽郡船越村               | 浮羽郡船越村               | 浮羽郡船越村               | 浮羽郡船越村              | 1954年12月1日 田主丸町    | 1954年12月1日 田主丸町    | 久留米市                 | 2005年2月5日 併入久留米市 |
|                              | 竹野郡船越村     | 浮羽郡船越村     | 浮羽郡船越村               | 浮羽郡船越村               | 浮羽郡船越村               | 浮羽郡船越村              | 1955年1月1日 合併為吉井町 | 1955年1月1日 合併為吉井町 | 2005年3月20日 併入浮羽市 | 2005年3月20日 併入浮羽市  |

## 交通

### 鐵路
- 九州旅客鐵道
  - 九州新幹線: 久留米車站
  - 鹿兒島本線：久留米車站 - 荒木車站
  - 久大本線：久留米車站 - 久留米高校前車站 - 南久留米車站 - 久留米大學前車站 - 御井車站 - 善導寺車站 - 筑後草野車站 - 田主丸車站
- 西日本鐵道
  - 天神大牟田線：宮之陣車站 - 櫛原車站 - 西鐵久留米車站 - 花畑車站 - 試驗場前車站 - 津福車站 - 安武車站 - 大善寺車站 - 三瀦車站 - 犬塚車站
  - 甘木線：宮之陣車站 - 五郎丸車站 - 學校前車站 - 古賀茶屋車站 - 北野車站 - 大城車站 - 金島車站

|  |  |
|  |  |
|  |  |

### 道路
高速道路
- 九州自動車道：久留米交流道

## 觀光資源
- 久留米城：久留米藩的城。

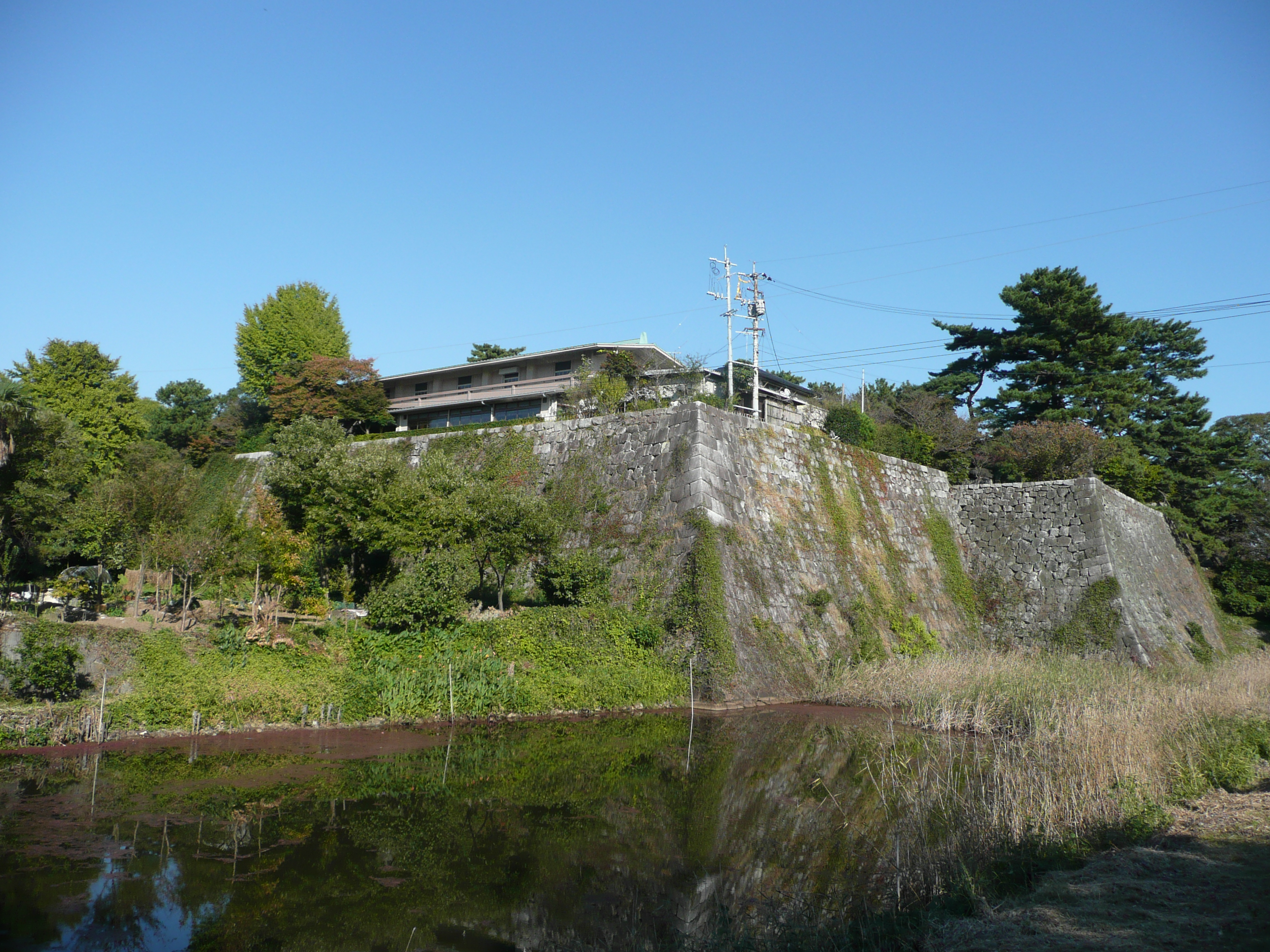
久留米城

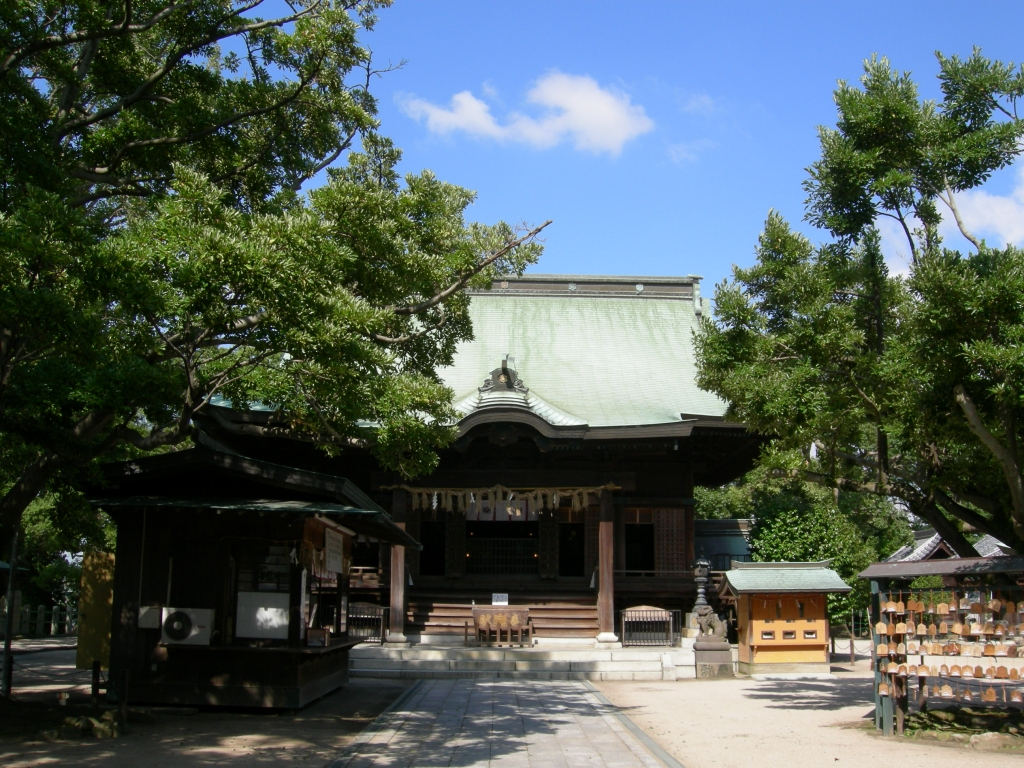
水天宮

- 有馬記念館：久留米藩歷代藩主有馬氏的資料展示。在久留米城内。
- 水天宮：全日本水天宮的總本社
- 高良大社：筑後國一宮
- 大善寺玉垂宮
- 久留米成田山
- 青木繁舊居
- 久留米市鳥類中心

## 教育

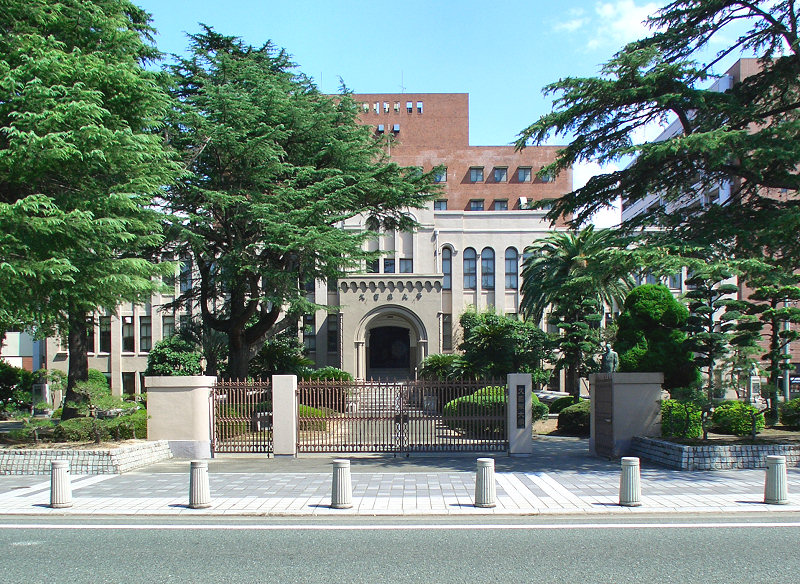
久留米大學

### 大學、短期大學
- 久留米大學
- 久留米工業大學
- 聖瑪利亞學院大學
- 久留米信愛女學院短期大學
- 聖瑪利亞學院短期大學

### 高等專門學校
- 久留米工業高等專門學校

### 高等學校

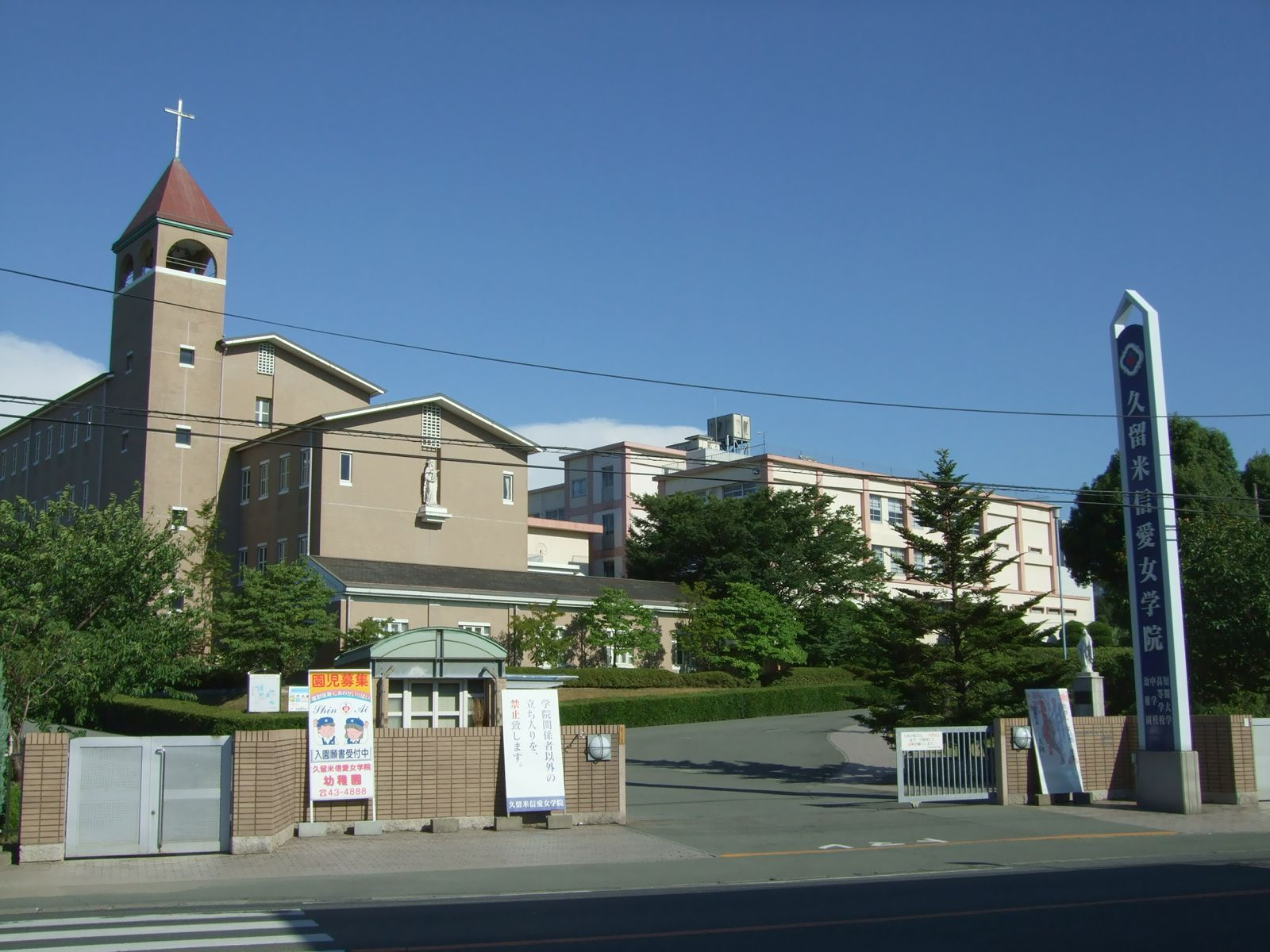
久留米信愛女學院中學校、高等學校

- 福岡縣立明善高等學校
- 福岡縣立久留米高等學校
- 福岡縣立久留米筑水高等學校
- 福岡縣立浮羽工業高等學校
- 福岡縣立三瀦高等學校
- 久留米市立南筑高等學校
- 久留米市立久留米商業高等學校
- 福岡縣公立三井中央高等學校
- 久留米信愛女學院中學校、高等學校
- 久留米大學附設中學校、高等學校
- 祐誠高等學校
- 久留米學園高等學校

## 姊妹、友好都市

### 日本
- 郡山市（福島縣）：由於1871年實施廢藩置縣後，失業的久留米藩士共141戶585人加入了開墾團，前往位於日本東北的安積原野開墾，最後成為了今日的郡山市；因此兩地於1975年8月3日締結為姊妹都市。[4]

### 海外
- 莫德斯托（美國加州斯坦尼斯劳斯县）：兩地於1992年4月締結為姊妹都市。[5]
- 合肥市（中華人民共和國安徽省）：兩地於1980年5月12日締結為友好都市。[6]
- 松江區（中華人民共和國上海市）：兩地於1992年成為交流都市。[7]

## 本地出身之名人

### 政治
- 篠原泰之進：新撰組隊士。
- 佐田白茅：久留米藩士，明治期的外交官。
- 楢橋渡：政治家、曾任內閣書記官長、運輸大臣。

### 學術
- 國武豐喜：化學學者、前九州大學教授、北九州市立大學副校長。
- 緒方春朔：日本第一個完成人痘種痘法的醫生。

### 產業
- 田中久重：東芝創辦人。
- 日比翁助：三越百貨店的創辦者之一。
- 牛島謹爾：在美日本人會第一任會長，曾在美國加州開墾。
- 石橋正二郎：普利司通創辦人。
- 真藤恒：石川島播磨重工業社長、日本電信電話第一任社長、会長

### 藝文
- 青木繁：畫家。
- 坂本繁二郎：畫家。
- 古賀春江：畫家
- 高島野十郎：畫家。
- 藤田吉香：畫家。
- 丸山豐：詩人、醫師。
- 松本零士：漫畫家。
- 菊竹清訓：建築師。
- 井上光晴：小説家。
- 酒見賢一：小説家。
- 安達寬高 (乙一)：小説家。
- 上祐史浩：宗教家。
- 宮崎哲彌：評論家。
- 江崎誠致：小説家、曾獲得直木賞。

### 演藝
- マオ（シド）：歌手
- 松田聖子：歌手
- 藤井郁彌：歌手
- 家入レオ：歌手
- 田中麗奈：女優
- 石橋凌：俳優、歌手
- 豬口有佳：配音員
- 中村八大：作曲家
- 藤井尚之：音樂製作人
- 藤吉久美子：女演員
- MAI：歌手
- 藤田進：演員
- 鮎川誠：歌手
- 有坂來瞳：藝人
- L.L BROTHERS：藝人
- 草場惠
- 坂本直彌：歌手、俳優
- 坂本和彌：歌手、 俳優
- 鳥越マリ：歌手、女演員
- 植木南央：HKT48成員
- 高田里穂：演員、模特兒
- 植田真梨惠：歌手
- 吉田羊：女演員
- 高野洸：歌手、俳優

### 體育
- 中野浩一：前競速自行車選手
- 紫原政文：競速自行車選手
- 坂口征二：職業摔角手選手
- 小川健太郎：前職業棒球選手
- 内田博幸：騎師
- 香月良太：職業棒球選手
- 香月良仁：職業棒球選手
- 町豪將：前職業棒球選手
- 中村良二：前職業棒球選手
- 城後壽：職業足球選手
- TATSUJI：K-1選手

## 外部連結
- （日語） 久留米觀光聯合國際交流協會
- （日語） 久留米社會福祉協議會 （页面存档备份，存于）
- （日語） 東久留米商工會
- （日語） 久留米南商工會